# John Misha Petkevich
John Misha Petkevich, né le 3 mars 1949 à Minneapolis (Minnesota), est un patineur artistique américain. Il est champion des États-Unis et nord-américain en 1971.

## Biographie

### Carrière sportive
Fils du radiologue Frank Michael Petkevich et de Delphine Marie Proulx, John Misha Petkevich commence à patiner à l'âge de deux ans. C'est à huit ans qu'il commence à pratiquer activement le sport, et quatorze ans qu'il participe sérieusement aux compétitions. Il grandit à Great Falls dans le Montana, où il est entraîné au niveau olympique par Arthur Bourke. Il travaille ensuite avec Gustave Lussi.
John Misha Petkevich est connu comme un patineur individuel particulièrement dynamique pour son époque. Son patinage met l'accent sur une expression musicale plus libre et moins rigide ; les lignes du corps le distinguent de la plupart des autres concurrents masculins de son époque. Il a également été crédité d'avoir innové dans la mode des patineurs masculins en portant des costumes plus athlétique avec des combinaisons et des pulls à col roulé, plutôt que les costumes-cravates qui étaient universels dans les années 1960. Au début des années 1970, de nombreux patineurs vont imiter le style vestimentaire de Petkevich.
John Misha Petkevich est au sommet de sa carrière lorsqu'il remporte le titre américain et le titre nord-américain la même année en 1971. Il représente son pays à quatre mondiaux entre 1969 et 1972, ainsi qu'aux Jeux olympiques de 1968 à Grenoble et 1972 à Sapporo. Il quitte le patinage amateur en 1972 après les mondiaux de Calgary où il obtient son meilleur classement mondial (4e).
En 1972, il reçoit un trophée inhabituel. Aux mondiaux de 1947, Ulrich Salchow est particulièrement impressionné par le patinage de Dick Button et lui remet l'un de ses propres trophées. Après les Jeux olympiques de 1972, Dick Button transmet ce trophée à Petkevich. En 2010, Petkevich remet à son tour le trophée à Paul Wylie, gardant vivant le sens de ce trophée qui vise à récompenser un patineur qui a eu un impact matériel sur le sport.

### Reconversion
Alors qu'il est encore un patineur de compétition, John Misha Petkevich fréquente l'Harvard University et obtient son diplôme en 1973. En 1970, alors qu'il était à Harvard, il fonde An Evening with Champions, un spectacle sur glace annuel qui recueille des fonds au profit de la lutte contre le cancer. Après sa carrière de patineur, John Misha Petkevich avait l'intention d'aller à la faculté de médecine, mais après avoir fréquenté l'Université d'Oxford avec une Bourse Rhodes pour étudier la virologie, il obtient un doctorat en biologie cellulaire en 1978.
En 1983, il rejoint Hambrecht & Quist où il est responsable de la banque santé et analyste en biotechnologie. De 1987 à 1989, il poursuit sa carrière en banque d'investissement dans le domaine de la santé. En 1989, il rejoint Robertson Stephens & Co en tant que directeur général et occupe plusieurs postes, dont celui de directeur de la banque de soins de santé et devient finalement directeur de la banque d'investissement. En 1998, il fonde The Petkevich Group, une société de conseil spécialisée dans laquelle il est président-directeur général de 1998 à 2005. En 2006, il est cofondateur de BladeRock Capital, une société d'investissement spécialisée dans les sociétés des sciences de la vie, renommée V2M en 2015 avec Petkevich comme seul directeur des investissements.
John Misha Petkevich est l'auteur de Figure Skating: Championship Techniques  (ISBN 0-452-26209-7), l'un des ouvrages de référence standard sur la technique du patinage artistique. Il a également été analyste de patinage artistique pour NBC, CBS et ESPN.
John Misha Petkevich étudie la musique en privé et a été membre du département de musique de Harvard. Il compose un quintette de clarinettes, un trio avec piano, une sonate pour piano et un certain nombre de chansons de genres différents. La plupart des compositions ont été jouées lors de petits concerts.

### Vie privée
En 1974, il épouse Paula Kalavski, diplômée du Radcliffe College. En 1984, il épouse Mary Elizabeth Burns avec qui il a trois enfants.

### Hommage
John Misha Petkevich est intronisé au Temple de la renommée du patinage artistique américain en 1999.

## Palmarès
| Compétition                     | 1967 | 1968 | 1969 | 1970 | 1971 | 1972 |
| Jeux olympiques d'hiver         |      | 6e   |      |      |      | 5e   |
| Championnats du monde           |      |      | 5e   | 5e   | 5e   | 4e   |
| Championnats d'Amérique du Nord |      |      | 3e   |      | 1er  |      |
| Championnats des États-Unis     | 4e   | 3e   | 2e   | 2e   | 1er  | 2e   |